# Garcia Rovira
Garcia Rovira est une province du département de Santander en Colombie. Son chef-Lieu est Málaga.